# 洛帕京卡河
洛帕京卡河（俄语：Река Лопатинка）或椎内川（日语：／）是萨哈林州涅韦尔斯克区的河流，源起南卡梅绍维山脉，长56公里，流域面积264平方公里，在戈尔诺扎沃德斯克村注入鞑靼海峡。以俄罗斯探险家因诺肯季·亚历山德罗维奇·洛帕京命名。戈尔诺扎沃德斯克村处河宽18米，深1米。